# Regne de Maravi
Maravi va ser un regne que es trobava a cavall de les actuals fronteres de Malawi, Moçambic i Zàmbia.
Es diu que el nom actual "Malawi" deriva de la paraula chewa malaŵí, que significa "flames". "Maravi" és un nom general per a designar als pobles de Malawi, l'est de Zàmbia i el nord-est de Moçambic. La llengua chewa, també coneguda com nyanja, chinyanja o chichewa, i parlada al sud i al centre de Malawi, a Zàmbia i fins a cert punt a Moçambic, és la llengua principal que va emergir d'aquest imperi.
La Confederació Maravi va ser fundada per pobles bantus que van emigrar a la vall del riu Shire (que flueix des del llac Nyassa) cap al 1480. Va prosperar fins a finals del segle xviii, estenent-se fins a arribar a les actuals Zàmbia i Moçambic.
En la seva màxima extensió, l'estat incloïa territoris des de les zones dels pobles Tonga i Tumbuka al nord fins al Baix Shire al sud, i fins a l'oest, a les valls dels rius Luangwa i Zambezi. Els governants de Maravi pertanyien al clan serere matriarcal dels Mwale i tenien el títol de Kalonga. Governaven des de Manthimba, la capital secular/administrativa, i eren la força impulsora darrere de l'establiment de l'estat. Per la seva banda, el clan patrilineal Banda, que tradicionalment proporcionava sanadors, savis i metal·lurgistes, s'encarregava dels afers religiosos des de la seva capital Mankhamba prop de Ntakataka.

## Història
Des del segle xiii, els primers signes d'una migració a gran escala de clans relacionats van entrar a la regió del llac Malawi. Els relats tradicionals indiquen que aquesta gent provenia de la conca del Congo a l'oest del llac Mweru, d'una zona que posteriorment va formar part del Regne de Luba. El moviment va continuar durant els dos o tres segles següents, però sembla cert que al segle xvi el cos principal d'aquesta gent, coneguda col·lectivament com els Maravi, s'havia establert a la vall del riu Shire i en una àmplia zona situada generalment a l'oest i sud-oest del llac Malawi, incloent parts de les actuals Zàmbia i Moçambic.
Després del contacte amb els portuguesos, el comerç es va intensificar. Incloïa articles com perles del tipus khami i porcellana xinesa importada a través d'intermediaris portuguesos. El primer relat històric (colonial) dels Maravi el va fer Gaspar Bocarro, un portuguès que va viatjar pel seu territori el 1616. La imatge presentada a la dècada de 1660 pel Pare Manuel Barretto, un sacerdot jesuïta, era d'una confederació forta i econòmicament activa que s'estenia des de la costa de Moçambic entre el riu Zambezi i la badia de Quelimane per diversos centenars de quilòmetres cap a l'interior. Un relat del segle següent implicava que els límits occidentals de la confederació eren prop del riu Luangwa i que s'estenia al nord fins al riu Dwangwa.
Als segle xviii i al segle xix l'estat va declinar a mesura que molts clans es van tornar més autònoms. Maravi va ser envaït pels ngoni, que fugien del Mfecane, i va ser freqüentment atacat pels veïns yao, que venien presoners maravi als mercats d'esclaus de Kilwa i Zanzíbar. A la dècada de 1860, l'islam va ser introduït a la regió a través del contacte amb comerciants d'esclaus suahili. La regió va ser visitada per David Livingstone i es van establir estacions per missioners protestants el 1873. Un cònsol britànic també va ser enviat allà el 1883. David Livingstone va visitar el llac Nyasa el 1859, i altres missioners protestants el van seguir.